# Huangyang (sockenhuvudort i Kina, Zhejiang Sheng, lat 28,30, long 120,35)
Huangyang (kinesiska: 黄垟, 黄垟乡, 石平川) är en sockenhuvudort i Kina. Den ligger i provinsen Zhejiang, i den östra delen av landet, omkring 220 kilometer söder om provinshuvudstaden Hangzhou. Antalet invånare är 2 783. Befolkningen består av 1 216 kvinnor och 1 567 män. Barn under 15 år utgör 16,0 %, vuxna 15-64 år 67 %, och äldre över 65 år 15,0 %.
Runt Huangyang är det mycket tätbefolkat, med 1 517 invånare per kvadratkilometer. Närmaste större samhälle är Wenxi, 15,6 km söder om Huangyang. I omgivningarna runt Huangyang växer i huvudsak blandskog.
Genomsnittlig årsnederbörd är 2 331 millimeter. Den regnigaste månaden är juni, med i genomsnitt 383 mm nederbörd, och den torraste är januari, med 67 mm nederbörd.